# Euphorbia borealis
Euphorbia borealis là một loài thực vật có hoa trong họ Đại kích. Loài này được Baikov mô tả khoa học đầu tiên năm 2002.